# أرينجة
الأرينجة أو نخلة السكر (الاسم العلمي:Arenga) هي جنس من النباتات تتبع الفصيلة الفوفلية من رتبة الفوفليات.

## أنواع نبات الأرينجة
- أرينجة أسترالاسية
- أرينجة متميزة
- أرينجة ذنبية
- أرينجة راجفة
- أرينجة ريشية
- أرينجة سنانية
- أرينجة صغيرة الثمار
- أرينجة صغيرة السداة
- أرينجة طويلة الساق
- أرينجة قصيرة الساق
- أرينجة مطوية
- أرينجة مفلطحة الأوراق
- أرينجة ميندورية
- أرينجة هوكريانية
- أرينجة وايتية